# Орачевский, Феликс
Феликс Орачевский, герба Шренява (родился 14 января 1739 года, Пшибыславице, около Кракова — умер 12 августа 1799 года в Вене) — польский политик и деятель Просвещения, автор комедий, советник в Постоянном совете в 1778—1780 годах, член Объединения друзей государственной Конституции, член Тарговицкой конфедерации, в 1792 году он был награждён Орденом Белого орла.

## Биография
Выпускник Рыцарской школы в Люневиле, член Общества элементарных книг, а также Эдукационной комиссии, посол Польши в Париже, ректор Краковской Главной школы (прежнее название Ягеллонского университета), согласно реформе Коллонтая в 1786—1790 годов, один из создателей краковского Старого театра. Будучи ректором, выступал против критики католической церкви, в частности, против возвеличивания Яна Гуса.
В качестве краковского посла, он был представителем оппозиции на Сейме 1773—1775 годов, посвященному Первому разделу.